# Премія Волклі
Премія Волклі (англ. Walkley Award) це найпрестижниша нагорода Австралії у сфері журналістики. Вручається щорічно за видатні досягнення в журналістиці. Премії присуджуються в усіх сфера медіа, включаючи друковані, телевізійні, документальні, радіо, фото та онлайн-ЗМІ. Золотий Волклі – це найвища нагорода, яка вручається одному з переможців решти категорій.  Преміями керує Фонд журналістики Волклі.

## Історія
Нагороди були засновані в п'яти категоріях у 1956 році бізнесменом сером Вільямом Волклі, засновником австралійської нафтової компанії Ampol. Після його смерті нагородами опікувалась Австралійська асоціація журналістів, яка в 1992 році була об’єднана в Альянс медіа, розваг і мистецтв. У 2000 році Альянс проголосував за створення Фонду Волклі. Того ж року Премію Волклі об’єднали з премією Nikon Press Photographer of the Year Awards.

## Дивіться також
- Перелік журналістських премій
- Премії назвні іменами людей